# Jens Priewe
Jens Priewe (* 1947 in Itzehoe) ist ein deutscher Journalist, der durch Bücher und Zeitschriftenartikel über Wein bekannt geworden ist.

## Beruflicher Werdegang
Priewe studierte zwischen 1966 und 1972 Wirtschafts- und Sozialgeschichte, Philosophie und Soziologie in Hamburg und promovierte. Anschließend arbeitete er zunächst freiberuflich, später als Redakteur bei Wochenzeitungen, Nachrichtenmagazinen, Umwelt- und Wirtschaftsmedien in Hamburg, Zürich und München. Seine Arbeitsgebiete waren Bildungspolitik, Ökologie und Wirtschaft.

## Weinkenner und Buchautor
Zum Wein kam Priewe durch Zufall. Anlass war der Auftrag für eine Weinreportage. Nach einem Studienaufenthalt in Florenz erschien dann 1987 sein erstes Weinbuch „Italiens große Weine“. Danach blieb Priewe dem Thema Wein treu. 1992 entschloss er sich, ausschließlich über Wein zu forschen und zu schreiben. Es folgten zahlreiche weitere Publikationen. Sein Einführungsbuch „Wein – die kleine Schule“ wurde in 13 Sprachen übersetzt und erreichte eine internationale Auflage von über 750 000 Exemplaren. Die Gesamtauflage seiner Bücher liegt bei weit über einer Million Exemplaren.
Für die 1993 und 1995 erschienenen Ausgaben des „Weltweinführers“, herausgegeben von Slow Food, war Priewe der verantwortliche Koordinator für Deutschland.
Auf der Basis seines Buchs „Wein – die Neue Welt“ hat Priewe 1999 die Scripts für eine 13-teilige Fernsehserie über die Weine der Neuen Welt geschrieben, die das Bayerische Fernsehen produziert hat.
Heute lebt Priewe als freier Autor und Journalist in München. Seine Kolumnen und Berichte erscheinen regelmäßig in zahlreichen Zeitungen und Zeitschriften.
Seit 2010 betreibt Priewe zusammen mit Partnern ein Weinmagazin im Internet.

## Fernsehporträts
- Die kulinarische Reportage von Stefan Quante, WDR Fernsehen, Erstausstrahlung am 7. Juli 2007
- Sabina Wolf im Gespräch mit Jens Priewe, BRalpha Forum, 28. April 2008

## Publikationen
- Italiens große Weine. Busse Seewald 1987, ISBN 978-3-512-00733-0.
- Reisen in die Welt des Weins – Toskana. Zabert Sandmann, München 1996, ISBN 978-3-924678-20-3.
- Reisen in die Welt des Weins – Piemont. Zabert Sandmann, München 1995, ISBN 978-3-924678-35-7.
- Wein – die kleine Schule. Zabert Sandmann, München 1993, ISBN 978-3-924678-60-9.
- Wein – die neue große Schule, Zabert Sandmann, München 2005, ISBN 978-3-89883-137-6.
- Die Weine des Piemont. Heyne 1996, ISBN 978-3-89910-021-1.
- Wein – die Neue Welt. Zabert Sandmann, München 1999, ISBN 978-3-932023-16-3.
- Wein – die praktische Schule. Zabert Sandmann, München 2000, ISBN 978-3-932023-67-5.
- Die Weine von Südtirol. Heyne 1999, ISBN 978-3-453-15959-4.
- Handbuch Wein. Zabert Sandmann, München 2003, ISBN 978-3-89883-068-3.
- Wein - die große Schule. ZS Verlag, München 2017, ISBN 978-3-89883-716-3.
- Grundkurs Wein. ZS Verlag, München 2019, ISBN 978-3-89883-941-9.

## Bewertungen/Auszeichnungen
- 1997: Sommelier „ad honorem“, Associazione Italiana Sommelier (A.I.S.), Mailand
- 2006: Prix du Champagne Lanson
- 2008: Meglior giornalista non italiano: Comitato Grandi Cru d’Italia
- 2012: Steinfederpreis für Weinpublizistik der Vinea Wachau Nobilis Districtus
- 2018: Award of Honour[1]
- 2020: Ambasciatore Chianti Classico "ad honorem"[2]
- 2021: Premio Istituto Grandi Marchi per la "Valorizzazione e Divulgazione del Vino Italiano nel Mondo"[3]
- 2024: Premio Comunicazione Internazionale: Assoenologi Italiani[4]